# هنري سكينر
هنري سكينر (بالإنجليزية: Henry Skinner)‏ هو شخصية أعمال أسترالي، ولد في 12 يوليو 1854، وتوفي في 1 أكتوبر 1936.